# ماچاکوس، کنیا
ماچاکوس (به انگلیسی: Machakos) شهری در استان شرقی واقع در کشور کنیا است که در سال ۱۹۹۹ میلادی ۱۴۴٫۱۰۹ نفر جمعیت داشته و جمعیت آن در سال ۲۰۰۵ میلادی به ۱۶۶٫۳۶۷ نفر رسیده‌است.